# Henry & Julie – Der Gangster und die Diva
Henry & Julie – Der Gangster und die Diva (Originaltitel: Henry’s Crime) ist eine romantische US-Filmkomödie aus dem Jahr 2010 vom Regisseur Malcolm Venville mit Keanu Reeves, James Caan und Vera Farmiga. Der unschuldig verurteilte mutmaßliche Bankräuber Henry (Reeves) überfällt nach seiner Entlassung die gleiche Bank mit seinem früheren Zellengenossen Max (Caan) und verliebt sich in die exzentrische Schauspielerin Julie (Farmiga).

## Handlung
Henry Torne arbeitet an einer Autobahn-Mautstelle und führt ein langweiliges Leben mit seiner Frau Debbie in Buffalo. Sein ehemaliger Schulkollege Eddie Vibes überredet ihn, für dessen kranken Freund Joe als Spieler bei einem Baseball-Spiel einzuspringen. Auf dem Weg zum Spiel bleiben die beiden mit zwei weiteren Mitspielern bei einer Bank stehen, um bei einem Geldautomaten Geld abzuheben. Eddie und seine Freunde überfallen überraschend die Bank und Henry, der im Wagen wartet, wird unschuldig als Komplize vom Wachmann Frank festgenommen. Henry muss für drei Jahre ins Gefängnis, wo er den alten Gauner Max kennenlernt, der sich mit dem Gefängnisleben gut arrangiert hat.
Als Henry vorzeitig aus dem Gefängnis entlassen wird, muss er feststellen, dass Debbie, die sich von ihm getrennt hat, von Joe schwanger ist. Henry überredet Max, sich endlich begnadigen zu lassen, damit sie zusammen in die Bank einbrechen und sie ausrauben. Sie wollen einen alten verschütteten Tunnel benutzen, dessen Eingang sich im Theater neben der Bank befindet. Dort probt gerade ein Ensemble mit der Hauptdarstellerin Julie Ivanova das Theaterstück Der Kirschgarten von Anton Tschechow.
Henry und Julie lernen sich bei einem von Julie verursachten Verkehrsunfall kennen, bei dem Henry leicht verletzt wird. Als er mit Max beim Hintereingang des Theaters nach dem Tunnel zur Bank sucht, werden sie von Julie überrascht. Unter einem Vorwand besichtigen sie das Theater und finden den Tunneleingang hinter einer Garderobenwand.
Max beginnt als unbezahlter Mitarbeiter im Theater. Julie und Henry verlieben sich ineinander, wodurch Julie von dem geplanten Banküberfall erfährt. Nachdem einer der Hauptdarsteller des Theaterstücks nach einem von Max eingefädelten Streit mit dem Regisseur Darek die Probenarbeiten beendet, springt Henry als Schauspieler ein, wodurch die Gangsterbande, zu der mittlerweile auch Joe gehört, Zugang zum Garderobenraum mit dem Tunneleingang bekommt. Der frustrierte Wachmann Frank durchschaut ihre Pläne und beteiligt sich schließlich ebenfalls an dem Banküberfall. Über den alkoholkranken Joe gesellt sich dann auch Eddie gegen den Willen von Max zur Bankräuberbande.
Am Premierenabend des Theaterstücks wird eine größere Geldsumme in die Bank geliefert. Die Gangster beschließen die Gelegenheit zu nutzen. Henry erzählt Julie von dem Zeitpunkt des Überfalls und der geplanten Flucht, wodurch sie sich im Streit von Henry trennt. Während der Vorstellung rauben Max, Joe und Eddie mit Hilfe von Frank die Bank aus. Henry spielt im Theaterstück und hilft während seiner Spielpausen beim Verpacken der Geldbündel.
Eddie zieht eine Waffe und möchte sich mit Joe und dem geraubten Geld aus dem Staub machen, wird aber, nachdem er Henry am Bein verletzt hat, überwältigt und gefesselt im Tunnel zurückgelassen. Max, Joe und Henry flüchten mit dem Geld, doch unterwegs beschließt Henry zu Julie zurückzukehren, um sie zu bitten mitzukommen.

## Kritiken
Für das Lexikon des internationalen Films unterhalte der Film „mit absurden Szenen“. Zudem zeichne er „stimmig das Porträt eines Mannes, dessen Streben nach Revanche sein Glück gefährdet“. Insgesamt verbinde diese „Mischung aus Gangster- und Liebesdrama […] geschickt die Inszenierung eines Tschechow-Stücks mit der erzählten Wirklichkeit des geplanten Coups.“

## Hintergrund
Der Film wurde zuerst 2010 beim Toronto International Film Festival gezeigt.